# 张永和
张永和（1956年—），出生于北京，美籍华裔建筑师、建筑教育家。現為香港大學建築學院院長兼講座教授。

## 生平
1977年考入南京工学院建筑系（现东南大学建筑学院）。1981自费赴美留学，先后获保尔州立大学环境设计理学士、加州大学伯克利分校建筑学硕士学位。1984年毕业后曾在美国旧金山几家建筑设计事务所工作。1985年任教于美国保尔州立大学、密执安大学、伯克利加州大学和莱斯大学。自1993年起，与鲁力佳成立非常建筑工作室并开始在国内的实践，从事建筑设计、实践。1996年任南京大学客座教授。1999年担任北京大学建筑学研究中心主任。2005年担任美国麻省理工学院建筑系主任。2014年担任普利兹克建筑奖评委，是十个评委中唯一的中国评委。2024年9月起在香港大学担任讲座教授(建筑学)。2025年1月20日起担任香港大学建筑学院院长，任期五年。

## 出版
1997年出版《非常建筑》作品专集，2000年出版《张永和/非常建筑工作室专集1、2》。在国内的学术刊物上多次发表学术文章，并先后在法国的《今日建筑》，意大利的《瞬间艺术》，日本的《新建筑》，《空间设计》，西班牙的 2G，美国的《进步建筑》及《建筑》，韩国的《空间》，《韩国建筑师》，英国的《世界建筑》，《AA档案》等杂志及美国的《慢空间》一书中发表作品及文章。

## 家庭
张永和父亲张开济，著名建筑师。